# Pélage de Nîmes
Pour les articles homonymes, voir Pélage.
Pélage est un prélat du Haut Moyen Âge, quatrième évêque connu de Nîmes en 589.